# FSV Blau-Weiß Stadtilm
FSV Blau-Weiß Stadtilm is een Duitse voetbalclub uit Stadtilm, Thüringen. 

## Geschiedenis
De club werd opgericht als SC Stadtilm in 1911. De club promoveerde in 1924 naar de hoogste klasse van de Gauliga Nordthüringen. De club eindigde de volgende jaren steevast in de betere middenmoot, maar was niet opgewassen tegen de grotere clubs uit Erfurt. In 1931 werd de club dan eindelijk kampioen en kwalificeerde zich voor de Midden-Duitse eindronde. Na een overwinning op SpVgg Zella-Mehlis 06 verloor de club in de tweede ronde met 4-0 van FC Preußen 1909 Langensalza. De volgende twee seizoenen werd de club derde en vierde. 
In 1933 werd de competitie geherstructureerd. De Midden-Duitse bond werd ontbonden en de vele competities werden vervangen door de Gauliga Mitte en Gauliga Sachsen. Enkel de top twee kwalificeerde zich voor de Gauliga Mitte en de nummers drie en vier, waaronder Stadtilm, plaatsten zich voor de nieuwe Bezirksklasse Thüringen. Na een vijfde plaats in het eerste seizoen degradeerde de club in 1935 naar de Kreisklasse Nordthüringen. De club werd nu vier jaar op rij kampioen, maar bleef telkens in de eindronde steken en kon geen promotie afdwingen. 
Na de Tweede Wereldoorlog werden alle Duitse clubs ontbonden. In Oost-Duitsland mochten de clubs ook niet meer onder de oude naam heropgericht worden. SG Stadtilm werd opgericht en in 1950 werd de club zoals de meeste Oost-Duitse clubs een BSG. Als BSG Motor Stadtilm speelde de club geen noemenswaardige rol. Tussen de jaren 1950 en 1970 speelde de club een paar seizoenen in de Bezirksliga Erfurt (derde klasse). 
Na de Duitse hereniging werd de huidige naam aangenomen. De club speelde verder in de lagere reeksen. In 2015 promoveerde de club naar de Landesklasse Thüringen (zevende klasse). In 2017 werd de club laatste en trok daarna het eerste elftal terug uit de competitie. De club is wel nog actief in jeugdwerking. 